# SOR Libchavy
SOR Libchavy spol. s r.o. – czeski producent autobusów z miejscowości Libchavy w pobliżu Uścia nad Orlicą (w kraju pardubickim sąsiadującym z Polską).

## Historia

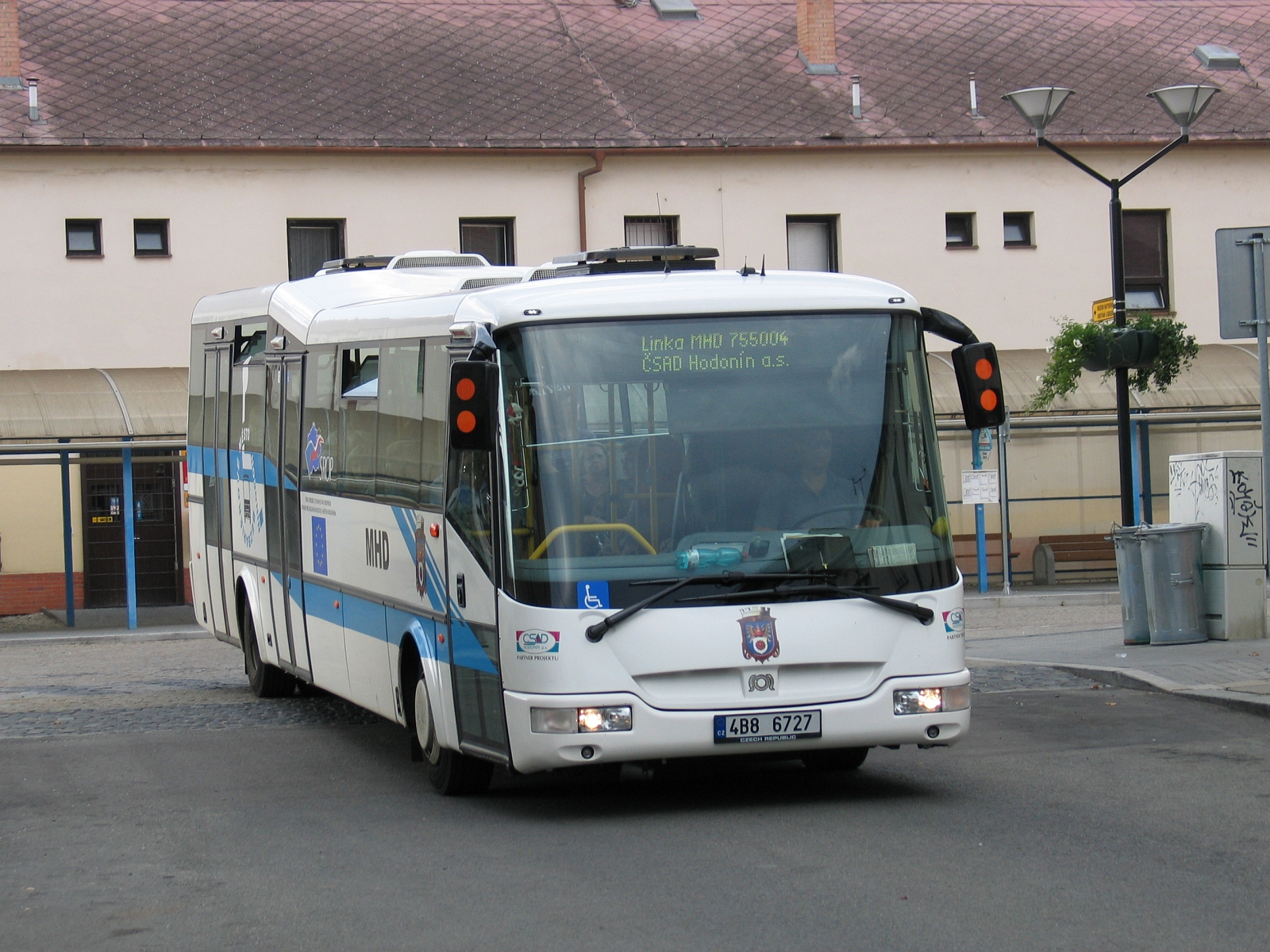
SOR BN 12 w 2007 roku

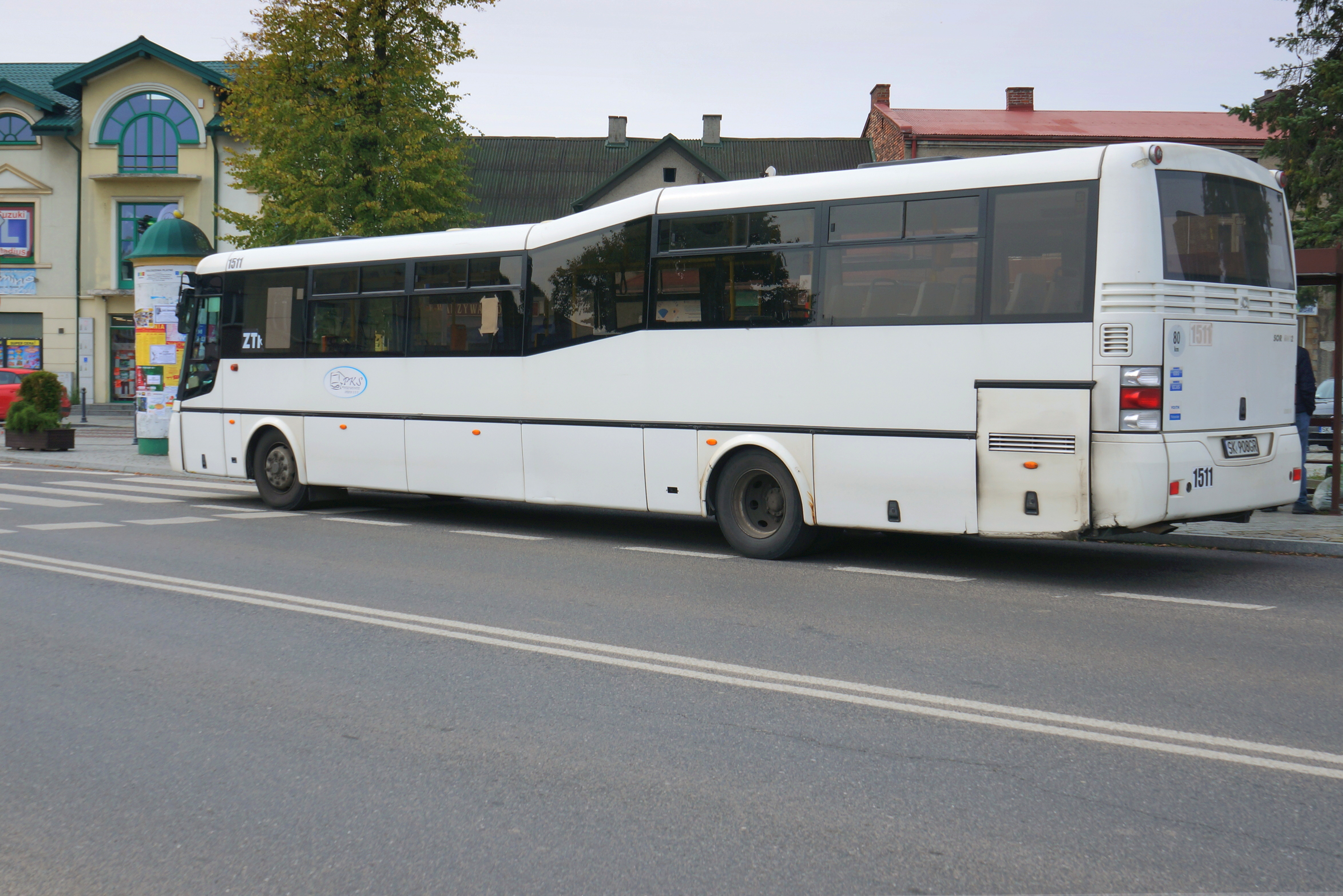
SOR BN12, charakterystyczna linia nadwozia

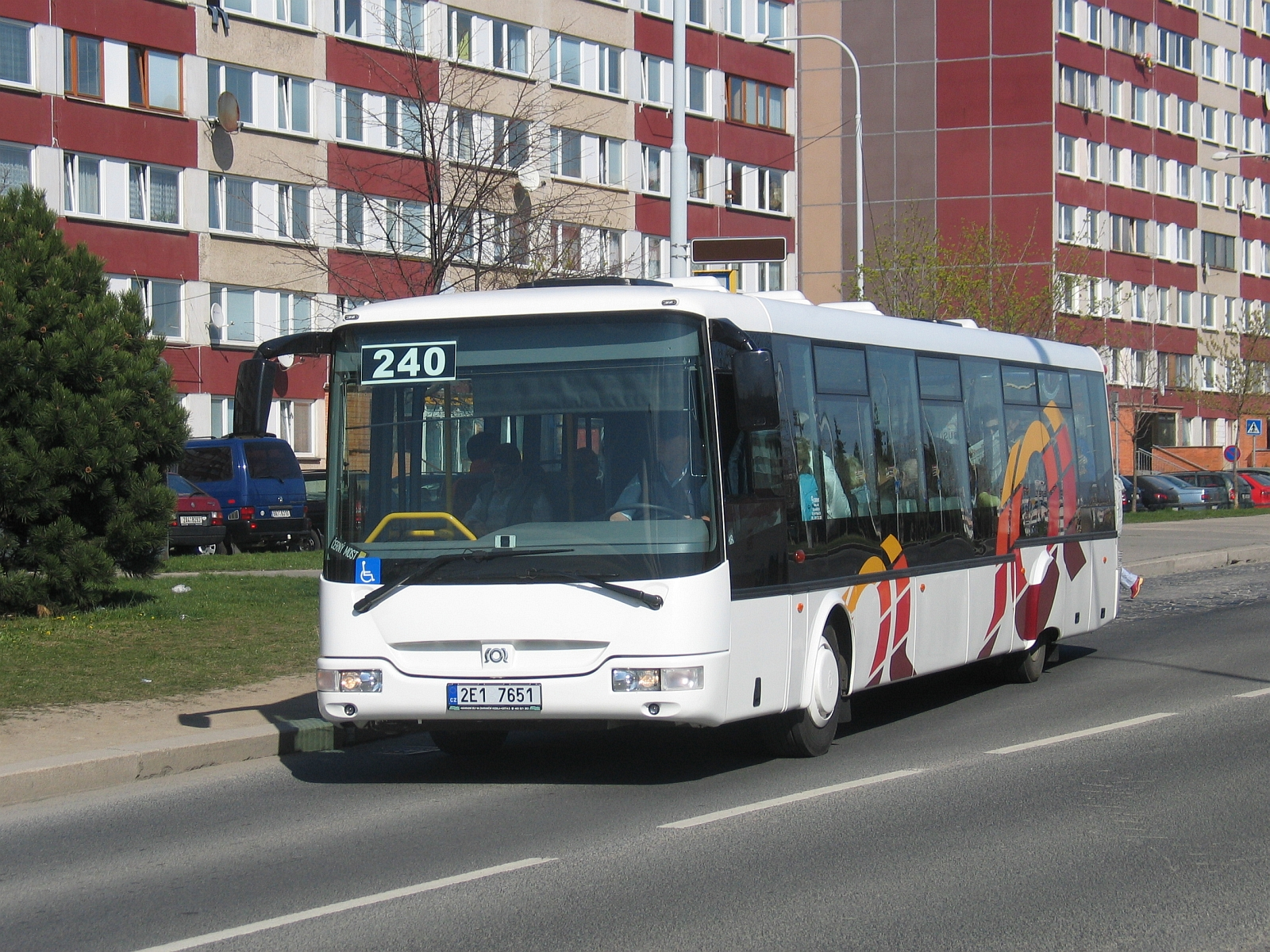
SOR NB 12 w Pradze w 2007 roku

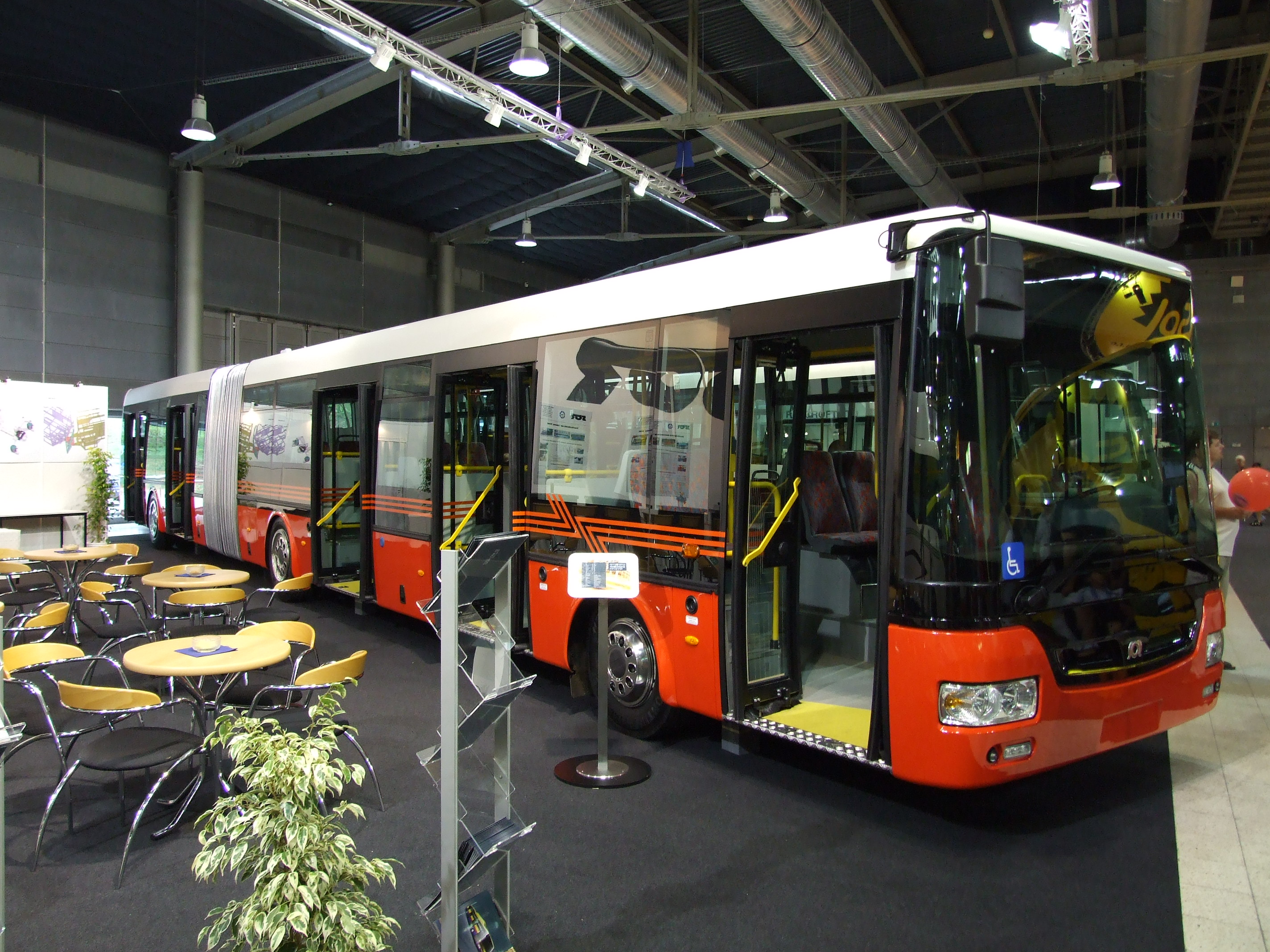
SOR NB 18 na targach Autotec 2008

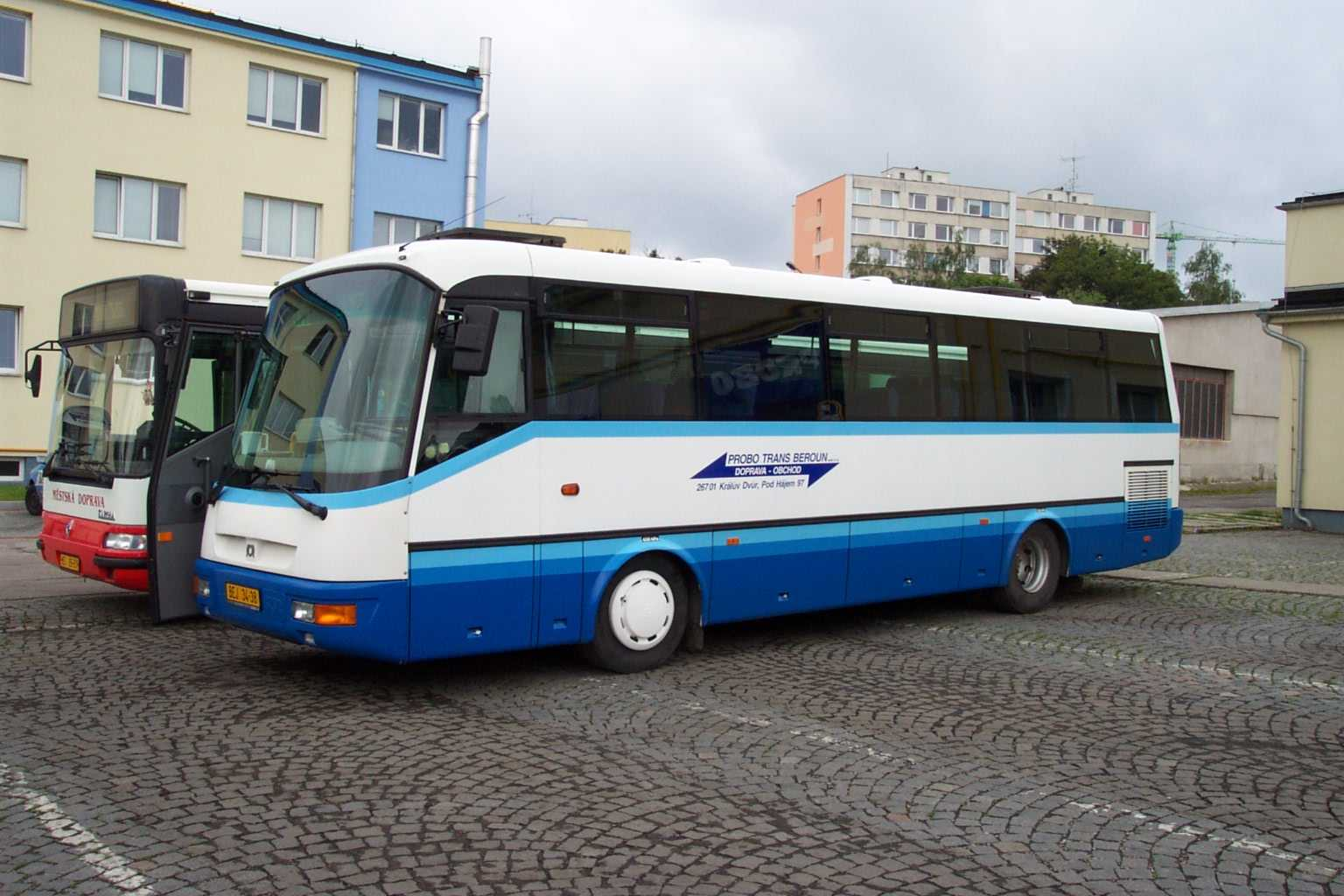
SOR C 9,5 w Berouně w 2006 roku

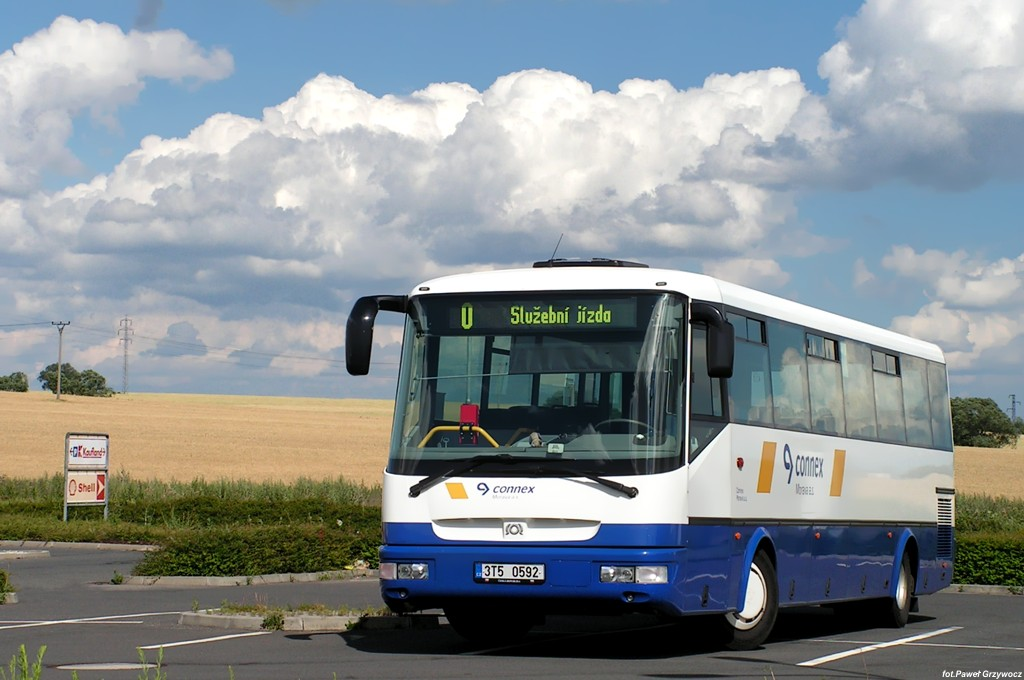
SOR C 10,5 w Opawie w 2007 roku

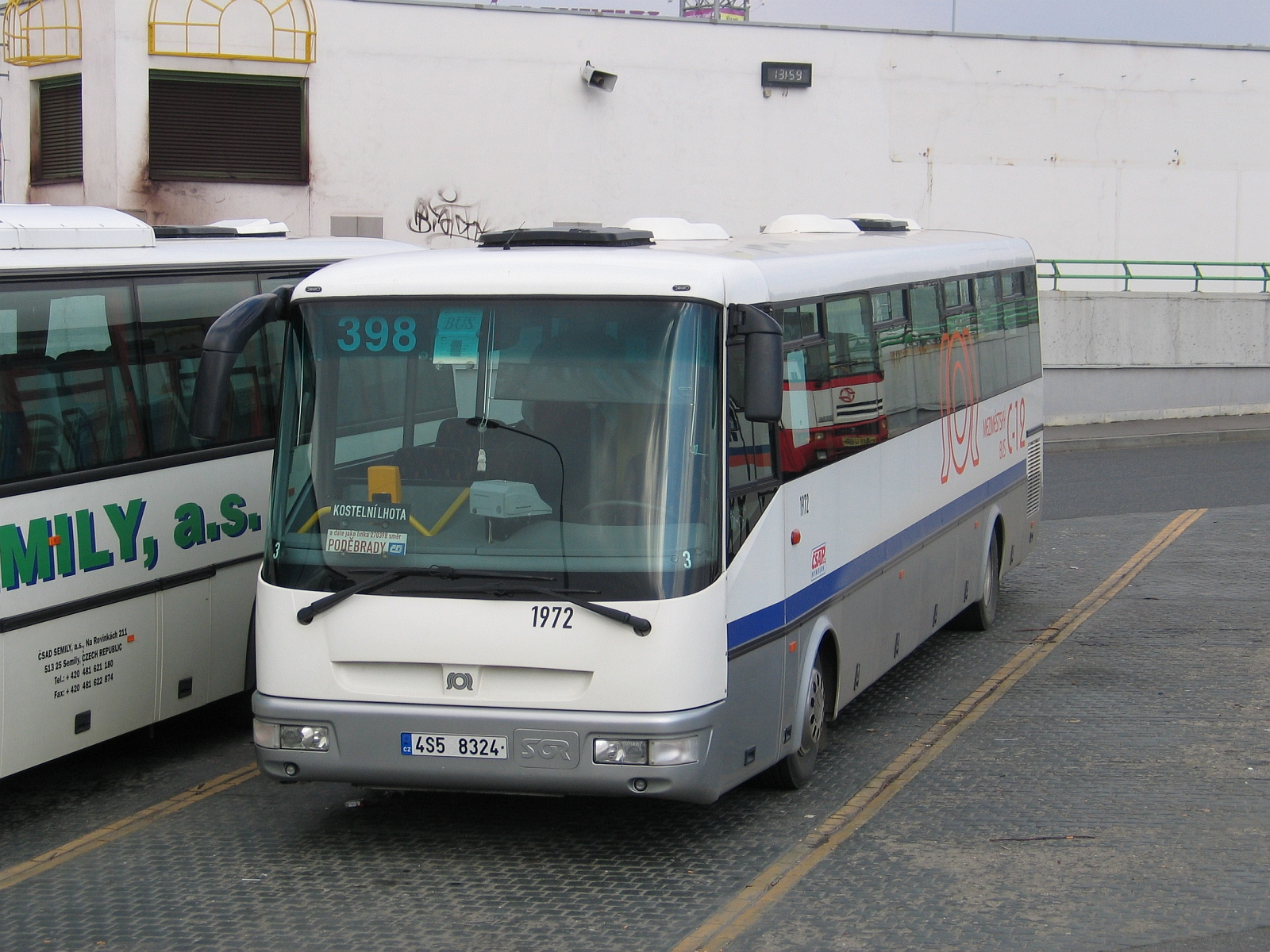
SOR C 12 w Pradze w 2006 roku

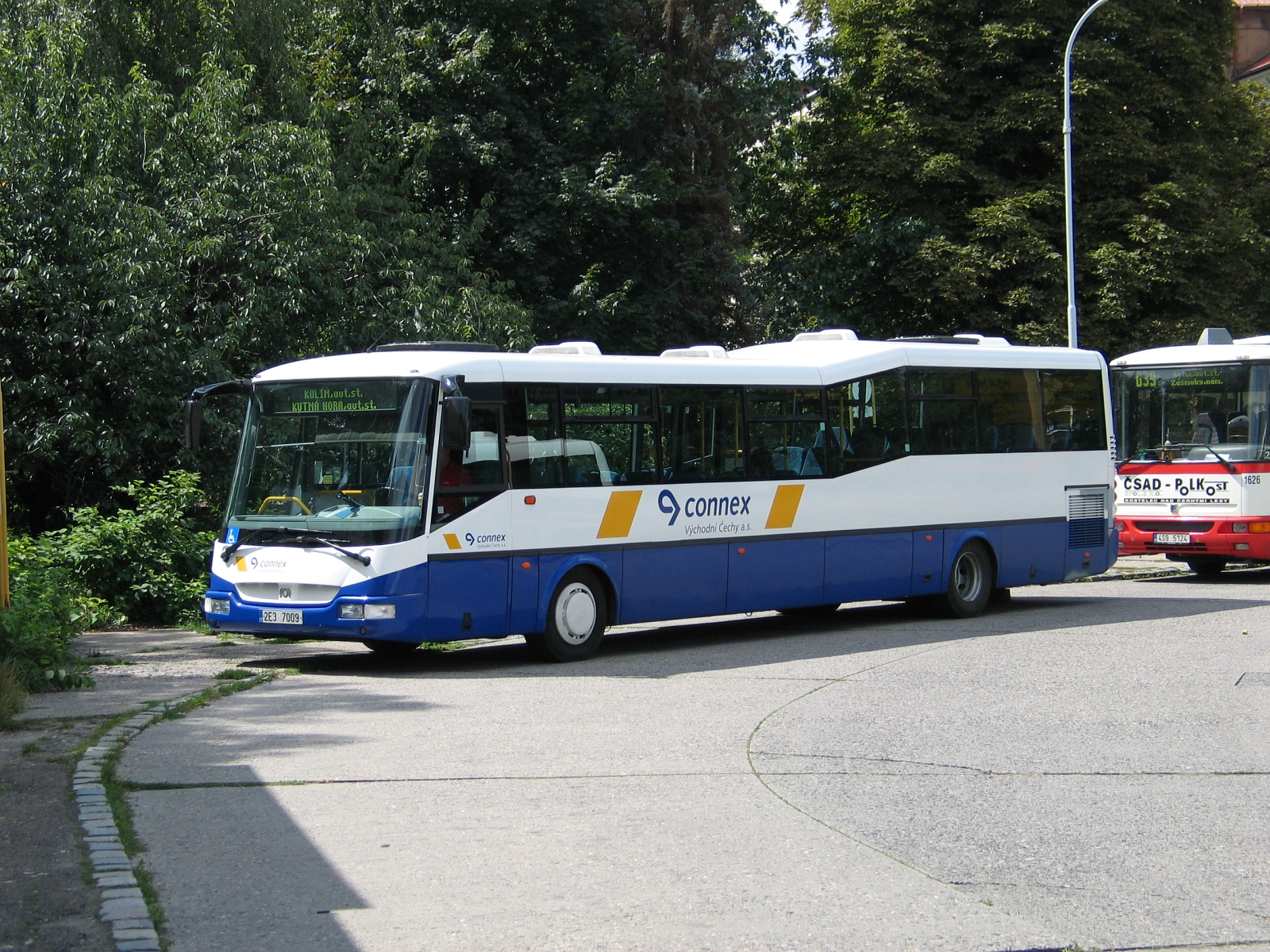
SOR CN 12 w Kolinie w 2007 roku

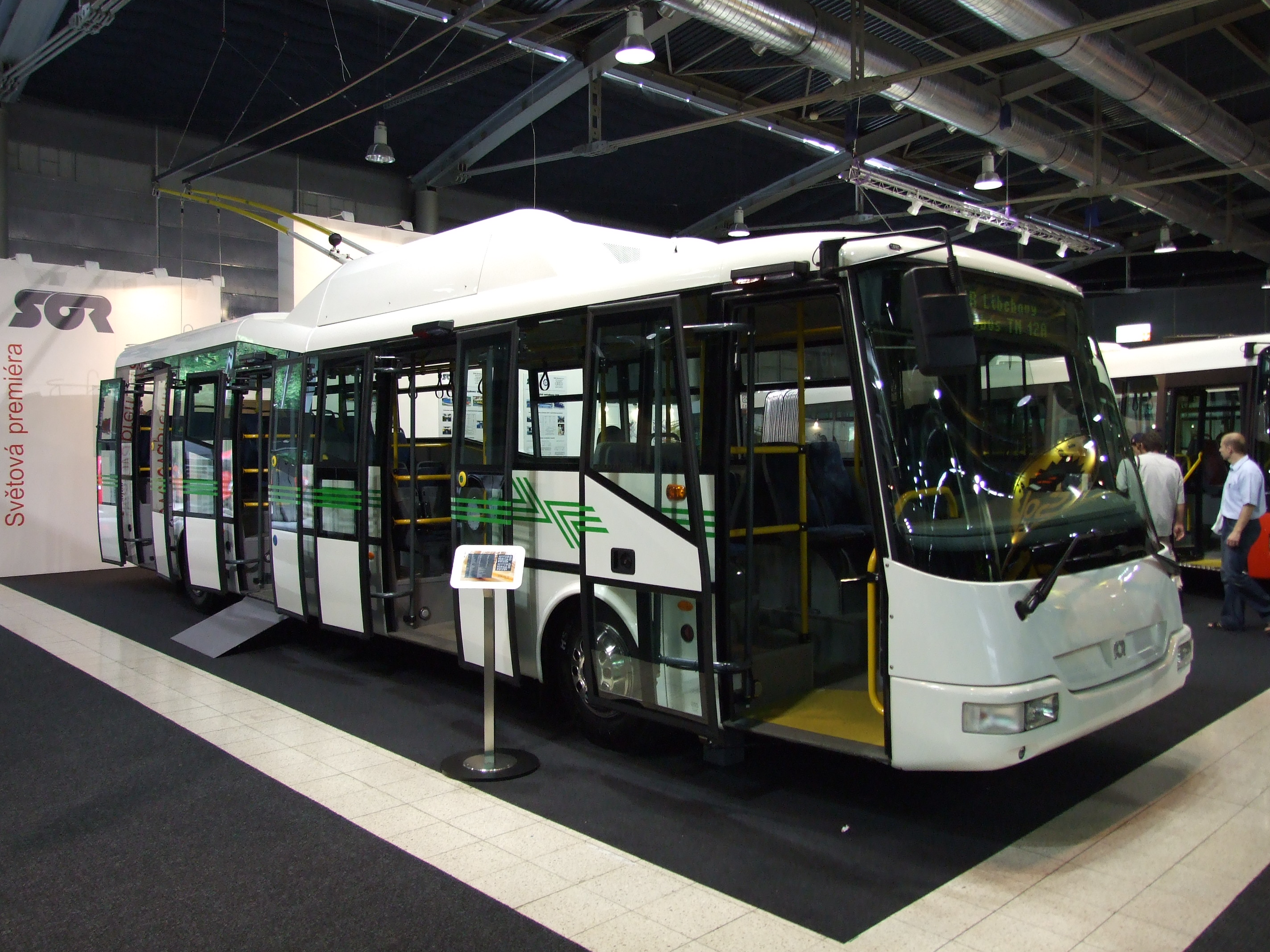
Trolejbus SOR TN 12 na targach Autotec 2008

W latach 80 XX w. w Libchavach powstały zakłady zajmujące się remontami maszyn rolniczych. Z czasem rozwinęły one własną produkcję maszyn rolniczych. W 1991 roku przedsiębiorstwo sprywatyzowano i sprzedano 4 inwestorom indywidualnym. Nieco później dołączyły do nich 4 kolejne osoby, które w ramach restrukturyzacji odeszły z firmy Karosa. Rozpoczęto produkcję przyczep mieszkalnych dla robotników, głównie na eksport do Niemiec, oraz do samochodów osobowych o długości 3,5 do 5 metrów.
W 1994 roku powstały prototypy małych międzymiastowych autobusów integralnych klasy mini (7,5 m), wyposażonych w tylny silnik Perkins i automatyczną skrzynię biegów Voith. Rok później, autobusy te jako SOR C 7,5 i SOR B 7,5 weszły do produkcji ze zmienionym układem napędowym (silnik i skrzynia biegów Iveco), a w następnych latach dołączały kolejne modele i odmiany. Od 1997 roku modele o długości 9,5 m, od 2001 roku o długości 10,5 m, zaś od 2003 roku o długości 12 m. Obok silników firmy Iveco (głównie z rodzin Tector i Cursor) zaczęto stosować również silniki Cummins, zwłaszcza przystosowane do napędu CNG.
Do 1999 roku podstawowe prace konstrukcyjne realizowano w Dolni Libchavy (część miejscowości Libchavy), a elementy wykończenia i wyposażenia montowano w firmie Teroz FDH w Litomyślu. Później całość produkcji skoncentrowano w macierzystej fabryce.
Produkowane przez SOR modele należą do kilku stopniowo powiększających się rodzin autobusów budowanych modułowo. Seria B to wysokopodłogowe autobusy miejskie. Od 2004 roku produkowana jest seria BN, z charakterystyczną, stopniowo podnoszącą się ku tyłowi linią okien i dachu, obejmująca niskowejściowe autobusy miejskie, zaś seria C – międzymiastowe, a seria LC oraz LH – dalekobieżne i turystyczne (wysokopokładowe, czyli kombi, na bazie międzymiastowych serii C). Produkowane są również międzymiastowe modele niskowejściowe (low entry) serii CN: SOR CN 9,5, SOR CN 10,5 oraz SOR CN 12, na bazie odpowiadających im długością modeli z serii BN, o zwiększonej liczbie miejsc siedzących. Od drugiej połowy 2007 roku uzupełniła je czwarta seria NB – w pełni niskopodłogowych autobusów miejskich. Obejmuje ona modele SOR NB 12 oraz SOR NB 18 (o długości 18,75 m). Seria ta może także występować w odmianie lokalnej NC, jako SOR NC 12 i SOR NC 18. Produkcję odmiany NC 18 rozpoczęto w 2008 roku. Powstał również pierwszy trolejbus SOR TN 12 (z przeznaczeniem dla odbiorców na wschodzie, stąd rosyjski napęd), oparty na modelu SOR NB 12. Jest on również oznaczany jako SOR TN 12A. W 2008 roku prowadzono także pojazdy napędzane gazem ziemnym CNG. W ich nazwie występuje litera G, oznaczająca silnik zasilany CNG. Jest to silnik Cummins CGe 280 o mocy 209 kW, spełniający normę Euro 4. Stosowana jest również automatyczna skrzynia biegów firmy Allison. Planowano bądź przygotowywano również niskowejściowe (low entry), międzymiastowe autobusy SOR BN 9,5 Intercity oraz SOR BN 10,5 Intercity (zbliżone konstrukcyjnie do modelu SOR CN 12).
Poszczególne modele w rodzinie różnią się długością, o czym informuje liczba znajdująca się przy symbolu serii. Obecnie produkowane są modele o długościach 9,5 m, 10,5 m, 12 m oraz 18 m. W 2001 roku zaniechano produkcji autobusów o długości 7,5 m (łącznie, w latach 1995–2001, powstało 142 szt. modeli o tej długości). Zakończono również produkcję autobusów miejskich serii B i dalekobieżnych serii LC.
| Pojazdy produkowane przez SOR Libchavy | Pojazdy produkowane przez SOR Libchavy                      | Pojazdy produkowane przez SOR Libchavy                                                                           | Pojazdy produkowane przez SOR Libchavy                                                                 |
| Rodzaj                                 | Średnio- i wysokopodłogowe                                  | Niskowejściowe                                                                                                   | Niskopodłogowe                                                                                         |
| -------------------------------------- | ----------------------------------------------------------- | --- | --- |
| Miejskie                               | SOR B 7,5; SOR B 9,5; SOR B 10,5                            | SOR BN 9,5; SOR BN 10,5; SOR BN 12; SOR BNG 12                                                                   | SOR NB 12; SOR NB 18; SOR NBG 12; SOR NBG 18; SOR NBH 18; SOR NS 12; SOR NS 18; SOR NSG 12; SOR NSG 18 |
| Międzymiastowe                         | SOR C 7,5; SOR C 9,5; SOR C 10,5; SOR C 12; SOR CG 12       | SOR CN 9,5; SOR CN 10,5; SOR CN 12; SOR CNG 12; SOR ICN 9,5; SOR ICN 10,5; SOR ICN 12; SOR ICN 12,3; SOR ICNG 12 | SOR NC 18                                                                                              |
| Dalekobieżne i turystyczne             | SOR LC 9,5; SOR LH 9,5; SOR LC 10,5; SOR LH 10,5; SOR LH 12 | | |
| Trolejbusy                             |                                                             | SOR TN 12 | SOR TNB 12; SOR TNB 18; SOR TNS 12; SOR TNS 18                                                         |

Modułowa konstrukcja autobusów SOR Libchavy ma wiele zalet. Skraca czas i koszty opracowywania nowych modeli (np. wprowadzając modele o długości 9,5 m wykorzystano 80% części z modeli o długości 7,5 m), zmniejsza koszty produkcji przez wydłużenie serii, zapewnia rodzinne podobieństwo, oraz zmniejsza koszty serwisu i eksploatacji u odbiorców.
Produkcja i sprzedaż stopniowo rośnie. W kolejnych latach wynosiła ona: 1998 – 74 szt., 1999 – 84 szt., 2000 – 115 szt., 2001 – 193 szt., 2002 – 218 szt., 2003 – 229 szt., 2004 – 240 szt., 2005 – 256 sztuk. Od 2006 roku fabryka produkuje rocznie około 400 sztuk autobusów (410 szt. w 2006 r., w 2007 r. – 418 szt., plan 2008 r. – 460 szt.), z czego około 50% przeznacza na eksport. Zatrudnienie wynosi około 450 osób. Autobusy eksportuje do takich krajów jak: Słowacja (drugie miejsce na rynku, podobnie jak w Czechach), Rosja, Serbia, Mołdawia, Ukraina, Belgia, Holandia, Luksemburg, Niemcy, Bułgaria, Estonia i Polska.
Producent w 2007 r. samodzielnie sprzedał pierwsze pojazdy do Polski, za pośrednictwem powołanej spółki dystrybucyjnej SOR Poland (ze 100% udziałem SOR Libchavy). Wykorzystano do tego celu tradycyjną współpracę z grupą Veolia Transport (Connex). W bazach na terenie Polski powstały punkty serwisowe autobusów SOR Libchavy.
Na licencji SOR Libchavy od 1998 r. produkuje autobusy węgierska firma Kravtex.
W 1997 roku SOR Libchavy sprzedał polskiej SorPol sp. z o.o. z Głogowa licencję na produkcję kilku swoich modeli (o długości 7,5 i 9,5 m). Do 1999 r. sprzedała ona łącznie 12 sztuk licencyjnych autobusów.
W 2001 roku producent sprzedał licencję firmie Kujawskie Zakłady Naprawy Samochodów z Solca Kujawskiego, która pod koniec roku rozpoczęła produkcję modeli Solbus B9,5 i Solbus C 9,5. Ich sprzedaż była niewielka (w latach 2001–2002 sprzedano 18 szt.). Dlatego w połowie 2003 r. firma KZNS ogłosiła upadłość, a część majątku wykorzystywaną do produkcji autobusów odkupiła firma Blue Line, powołując w jej miejsce spółkę Fabryka Autobusów „Solbus”. Po odnowieniu licencji, wznowiono wytwarzanie autobusów według projektu SOR. Na podstawie paragrafu 515 czeskiego kodeksu handlowego 15 marca 2006 r. przedsiębiorstwo SOR Libchavy wypowiedziało umowę licencyjną. Wypowiedzenie weszło w życie po roku, czyli 31 marca 2007 roku.
SOR Libchavy wykupił, od dotychczasowych właścicieli spółki, słowacki fundusz leasingowy. Nowy właściciel podjął m.in. decyzję o zastąpieniu dotychczasowego dystrybutora swoich produktów w Polsce, Zakładu Naprawy Samochodów z Solca Kujawskiego, samodzielnym przedstawicielstwem. W ramach rozliczenia dotychczasowej współpracy m.in. odkupił homologację na rynek polski autobusu SOR C12.

## Prototypy
W czerwcu 2010 roku SOR Libchavy zaprezentowało pierwszy autobus elektryczny EBN 10,5. Prototyp rozpoczął testy w Ostrawie.